# Millotagrion
Millotagrion là một chi chuồn chuồn kim trong họ Coenagrionidae.

## Các loài
Millotagrion omvat 1 soort:
- Millotagrion inaequistigma Fraser, 1953